# Campeonato Maranhense de Futebol de 2001
O Campeonato Maranhense de Futebol de 2001 foi a 80º edição da divisão principal do campeonato estadual do Maranhão. O campeão foi o Moto Club que conquistou seu 21º título na história da competição. O artilheiro do campeonato foi Miran, jogador do Sampaio Corrêa, com 24 gols marcados.

## Premiação
| Campeonato Maranhense de 2001  |
| ------------------------------ |
| Moto Club Campeão (21º título) |